# Cynorkis parvula
Cynorkis parvula är en orkidéart som beskrevs av Rudolf Schlechter. Cynorkis parvula ingår i släktet Cynorkis, och familjen orkidéer.
Artens utbredningsområde är Komorerna. Inga underarter finns listade i Catalogue of Life.